# Park City (Kentucky)
Park City es una ciudad ubicada en el condado de Barren en el estado estadounidense de Kentucky. En el Censo de 2010 tenía una población de 537 habitantes y una densidad poblacional de 141,14 personas por km².

## Geografía
Park City se encuentra ubicada en las coordenadas 37°5′37″N 86°2′53″O / 37.09361, -86.04806. Según la Oficina del Censo de los Estados Unidos, Park City tiene una superficie total de 3.8 km², de la cual 3.79 km² corresponden a tierra firme y (0.27%) 0.01 km² es agua.

## Demografía
Según el censo de 2010, había 537 personas residiendo en Park City. La densidad de población era de 141,14 hab./km². De los 537 habitantes, Park City estaba compuesto por el 88.64% blancos, el 7.45% eran afroamericanos, el 0.19% eran amerindios, el 0% eran asiáticos, el 0% eran isleños del Pacífico, el 2.98% eran de otras razas y el 0.74% pertenecían a dos o más razas. Del total de la población el 4.28% eran hispanos o latinos de cualquier raza.